# Palicourea padifolia
Palicourea padifolia är en måreväxtart som först beskrevs av Carl Ludwig von Willdenow och Schult., och fick sitt nu gällande namn av Charlotte M. Taylor och David H. Lorence. Palicourea padifolia ingår i släktet Palicourea och familjen måreväxter. Inga underarter finns listade i Catalogue of Life.